# 아이오딘화 은
아이오딘화 은(←영어: silver iodide,-化銀) 또는 요오드화 은은 무기화합물로 화학식은 AgI이다.